# ITX-마음
ITX-마음(ITX-MAUM)은 한국철도공사의 열차 등급 명칭이다. 노후화가 된 무궁화호를 대체할 목적으로 등장했으며, 2023년 9월 1일부터 경부선, 호남선, 전라선, 중앙선, 동해선, 영동선, 태백선, 대구선 등에서 운행을 시작했다. 법적으로 ITX-새마을과 등급이 동일하고 운임도 기존 ITX-새마을과 동일한 요금으로 책정했다. 다원시스가 제작한 간선 전기 동차 (EMU-150)가 운행된다.

## 역사
2022년 대국민 열차 명칭 공모가 진행되었으며, 총 8,175건의 후보안이 들어왔다. 이후 열차 명칭은 'ITX-마음'으로 결정되었다. 원희룡 국토교통부 장관은 "이 태백선을 시작으로 한반도, 유라시아 너머까지 잇기를 바라는 마음을 담아 ITX-마음으로 이름을 붙였다"고 설명하였다.
2023년 9월, 경부선, 호남선, 전라선, 태백선 운행이 시작되었다. 2024년 12월, 중앙선 청량리-부전 구간, 장항선 용산~홍성 구간의 운행이 시작되었다.
| 연혁 |
| - 2022년 9월 14일: 시운전 시작 - 2023년 8월 23일: 열차 이름을 ITX-마음으로 출원 - 2023년 8월 25일: 태백역에서 ITX-마음 명명식 개최 - 2023년 9월 1일: 경부선, 호남선, 전라선, 영동선, 태백선 여객 운행 개시 - 2023년 12월 18일: 동해선 운행 개시 - 2023년 12월 29일: 중앙선 청량리 ~ 안동 구간 운행 개시 - 2024년 5월 1일: 대구선 동대구 ~ 포항, 호남선 계룡 경유 용산 ~ 익산 1141+9941, 1142+9942열차 운행 개시 - 2024년 11월 2일: 서해선 서화성 ~ 홍성 / 평택선(순환) 평택 ~ 안중 ~ 홍성 ~ 평택 / 장항선 용산 ~ 홍성 운행 개시, 호남선 계룡 경유 용산 ~ 익산 간 9941,9942 열차 폐지 - 2024년 12월 20일: 중앙선 청량리 ~ 부전 구간 운행 개시 - 2025년 1월 1일: 동해선 동대구&부전~강릉 구간 운행 개시 |

## 차량·기술 사양
간선 전기 동차로 4·6량 편성, 또는 8량(중련) 편성으로 운행된다. 열차 외관은 바람 저항을 고려한 부드러운 유선형으로 설계되었으며, 색채 조합은 ITX-새마을과 유사한 빨강과 검정이다.
실내 편의사양으로는 차내 무선인터넷, 좌석당 전원 콘센트·USB 포트, 독서등, 간이석 등이 있다. 승강장 높이에 따라 출입문 발판을 조정할 수 있다.

### 차호
ITX-새마을의 210000호대에 이어 220000호대 차호를 부여받아 운행된다. 총 26편성이 운행 중이다.

## 운행 노선
2025년 1월 1일 기준 ITX-마음이 운행 중인 노선은 다음과 같다.
| 노선             | 구간              | 열차번호             | 비고                                                             |
| ---------------- | ----------------- | -------------------- | ---------------------------------------------------------------- |
| 경부선           | 서울 - 부산       | 1101~1108            |                                                                  |
| 경부선           | 동대구 - 부산     | 1132, 1133           |                                                                  |
| 호남선           | 용산 - 익산       | 1141, 1142           | 계룡 정차                                                        |
| 호남선           | 용산 - 목포       | 1161~1164            | 계룡 통과 용산~익산 구간은 호남선과 전라선 열차가 중련 운행한다. |
| 장항선           | 용산 - 홍성       | 1151~1153            |                                                                  |
| 전라선           | 용산 - 여수엑스포 | 1181~1184            | 계룡 통과 용산~익산 구간은 호남선과 전라선 열차가 중련 운행한다. |
| 동해선           | 동대구 - 부전     | 1172, 1175           |                                                                  |
| 동해선           | 동대구 - 강릉     | 1241, 1260, 1261     | 평일에만 운행: 1241 주말에만 운행: 1261 임시운행                 |
| 동해선           | 부전 - 강릉       | 1233~1234, 1250~1257 | 평일에만 운행: 1233~1234 주말에만 운행: 1253~1254 임시운행       |
| 영동선 ㆍ 태백선 | 청량리 - 동해     | 1191, 1192           |                                                                  |
| 중앙선           | 청량리 - 안동     | 1200, 1205           |                                                                  |
| 중앙선           | 청량리 - 부전     | 1201~1204            |                                                                  |
| 서해선           | 서화성 - 홍성     | 1270, 1277           | 임시운행                                                         |
| 평택선(순환)     | 홍성 - 홍성       | 1290, 1295           | 임시운행                                                         |

## 정차역
2025년 1월 1일 기준 ITX-마음의 정차역은 다음과 같다. 필수 정차역은 굵은 글씨로 표현했다. 호남선 용산발 목포행/목포발 용산행 열차와 전라선 용산발 여수엑스포행/여수엑스포발 용산행 열차는 용산역부터 익산역까지 중련 운행한다.
- 경부선 : 서울 - 영등포 - 수원 - 평택 - 천안 - 조치원 - 신탄진 - 대전 - 영동 - 김천 - 구미 - 왜관 - 대구 - 동대구 - 청도 - 밀양 - 물금 - 구포 - 부산

- 호남선: 용산 - 영등포 - 수원 - 평택[9] - 천안 - 조치원[10] - 신탄진 - 서대전 - 계룡[11] - 논산 - 익산 - 김제 - 정읍 - 장성 - 광주송정 - 나주 - 함평[12] - 일로[13] - 목포

- 전라선: 용산 - 영등포 - 수원 - 평택[14] - 천안 - 조치원[15] - 신탄진 - 서대전 - 논산 - 익산 - 전주 - 남원 - 곡성[16] - 구례구[17]- 순천 - 여천 - 여수엑스포

- 영동선 ㆍ 태백선: 청량리 - 원주 - 제천 - 영월 - 민둥산 - 사북 - 태백 - 도계 - 동해

- 중앙선: 청량리 - 덕소 - 양평 - 용문 - 양동 - 서원주 - 원주 - 제천 - 단양 - 풍기 - 영주 - 안동 -  의성  - 군위 -  영천 - 아화 - 경주 - 북울산- 태화강- 남창- 기장- 신해운대 - 센텀 - 부전

- 동해선: 동대구 - 하양 - 영천 - 경주 - 북울산 - 태화강 - 기장 - 남창 - 센텀 - 신해운대 - 부전 /   강릉 - 정동진 - 묵호 - 동해 - 추암 - 삼척해변 - 삼척 - 근덕 - 임원 - 옥원 - 흥부 - 죽변 - 울진 - 매화 - 기성 - 평해 - 후포 - 고래불 - 영해 - 영덕 - 월포 - 포항 - 서경주 -경주 - 북울산 - 태화강- 남창 - 기장 - 신해운대 -  센텀  - 부전  /   강릉 - 정동진 - 묵호 - 동해 - 삼척해변 - 삼척 - 흥부 - 울진 - 기성 - 후포 - 고래불 - 영해 - 영덕 - 월포 - 포항 - 서경주 - 영천 -하양 - 동대구

- 서해선: 서화성 - 화성시청 - 향남 - 안중 - 인주 - 합덕 - 홍성

- 장항선:  용산 - 영등포 - 안양 - 수원 - 평택 - 천안 - 아산 - 온양온천 - 신창 - 신례원 - 예산 - 홍성

- 평택선(순환): 홍성 - 삽교 - 예산 - 신례원 - 온양온천 - 아산 - 천안 - 평택 -  안중 - 인주 - 합덕 - 홍성

## 차내 안내 방송
- 한국어 : 조예신
- 영어 : 리사 켈리

### 음원
- 중간정차역 도착시 : 어린 달
- 종착역 도착시 : 날자꾸나

## 같이 보기
- 한국철도공사 220000호대 간선 전기 동차